# ТЕЦ Екибастуз-2
ТЕЦ „Екибастуз-2“ е топлоелектрическа централа, задвижвана с въглища, в Екибастуз, Казахстан. Централата, построена през 1987, има инсталирана мощност от 1000 MW. В Екибастуз-2 се намира най-големия комин в света – 419,7 m. От електроцентралата води началото си далекопроводната линия Екибастуз-Кокшетау, която пренася електричество под напрежение от 1150 kV – най-голямото електропреносно напрежение в света.
50% от активите на централата са притежавани от Интер РАО УЕС, и 50% от казахтанското правителство. Около 3/4 от произвежданата енергия се изнася за Русия. На 30 май 2006 г., коминът на ТЕЦ-а се запалва, а пламъци и дим се виждат да излизат от върха на сградата. Не е имало данни за жертви и нито дума за причината на пожара не е спомената. Пожарникари от мястото на инцидента, казват, че всички вътре в сградата са били евакуирани.

## Мощности
Планирания капацитет е 4000 MW, осигурявани от осем генератора по 500 MW.
Генератор 1 е пуснат в експлоатация през декември 1990.
Генератор 2 е пуснат в експлоатация през декември 1993.
Строежа на Генератор 3 е започнат през 1990, но спрян по-късно.